# Vanitas (Band)
Vanitas war eine Dark-Metal-Band aus Österreich, die im Jahr 1996 gegründet wurde und sich 2007 auflöste. Ihren Stil bezeichneten sie selbst als „Melodic Dark Metal“.

## Geschichte
Mit der in Eigenregie aufgenommenen Promo-CD Vereinsamt bekam die Band einen Plattenvertrag beim österreichischen Label CCP Records. Im November 2000 wurde das offizielle Debütalbum Das Leben ein Traum veröffentlicht, mit dem man überaus positive Resonanzen in der Szene hervorrufen konnte. Das zweite Album – Der Schatten einer Existenz – wurde von der Fachpresse positiv bewertet und aufgrund internationaler Lizenzverträge auch in Lateinamerika und Russland vertrieben. Das letzte Album der Band war Lichtgestalten im Jahre 2004.
Am 2. Januar 2007 gab die Band ihre Auflösung bekannt. Bereits bestätigte Konzerttermine wurden abgesagt.

## Diskografie
- 1999: Vereinsamt (Promo-CD)
- 2000: Das Leben ein Traum
- 2002: Der Schatten einer Existenz
- 2004: Lichtgestalten